# Jessica Garza
Jessica Garza (Dallas (Texas), 17 d'abril de 2000) és una actriu coneguda per interpretar Penelope Guerrero a la sèrie d'horror The Purge.
Quan tenia uns 10 anys, ella i el seu germà, que també esdevindria actor, feien representacions teatrals a casa seva pels seus amics i familiars. Una amiga seva la va animar a anar a classes d'interpretació. Després de graduar-se de l'institut un any abans d'hora, Garxa va anar a Los Angeles amb la seva mare i el seu germà a intentar iniciar-hi una carrera d'actuació, amb el compromís als seus pares que si al cap d'un any no ho aconseguia re-avaluaria la situació.
La seva carrera cinematogràfica va començar amb papers en dues pel·lícules, On Angel's Wings (2014) i Read All Over (2015). Va participar en episodis de sèries com ara NCIS o Modern Family. El 2017 va participar en la sèrie Six, que tractava d'una unitat de lluita contra el terrorisme de l'Exèrcit dels Estats Units, en el paper d'Anabel Ortiz. El 2018 va interpretar Penelope Guerrero a la sèrie d'horror The Purge. Per aquest paper, Garza es va preparar mirant vídeos de sectes i llegint-ne. El 2020 va participar en la sèrie Penny Dreadful: City of Angels interpretant Josefina Vega, germana del protagonista Tiago Vega.
El seu germà, Michael Garza, va interpretar Eddy a The Hunger Games: Mockingjay - Part 1.

## Filmografia[10]
| Any       | Títol                          | Paper             | Notes                                |
| --------- | ------------------------------ | ----------------- | ------------------------------------ |
| 2011      | The Coconut Syndrome           | Jo                | Curtmetratge                         |
| 2015      | NCIS                           | Layna Korkmaz     | Episodi: "Troll"                     |
| 2016      | Sweet/Vicious                  | Hailey McMahon    | Episodi: "The Writing's on the Wall" |
| 2016      | Urban Cowboy                   | Veronica Robles   | Telefilm                             |
| 2017      | Pure Genius                    | Lydia             | Episodi: "Touch and Go"              |
| 2018      | Modern family                  | Angelina          | Episodi: "In Your Head"              |
| 2018      | A. P. Bio                      | Mia Nunez         | Episodi: "Pilot: Catfish"            |
| 2017-2018 | Six                            | Anabel Ortiz      | 16 episodis                          |
| 2018      | The Purge                      | Penelope Guerrero | 10 episodis                          |
| 2020      | Penny Dreadful: City of Angels | Josefina Vega     | 8 episodis                           |

| Any  | Títol            | Paper | Notes |
| ---- | ---------------- | ----- | ----- |
| 2014 | On Angel's Wings | Angel |       |
| 2015 | Read All Over    | Amaya |       |